# Кутюра, Луи
Луи Кутюра́ (фр. Louis Couturat; 17 января 1868 — 3 августа 1914) — французский математик, логик, исследователь логического наследия Лейбница.
Основные работы посвящены методологии и философским основаниям математики, следовал трактовкам расселовского логицизма, считал необходимой математизацию логики, притом считал, что алгебра логики не объемлет всю логику математики.
Внёс значительный вклад в усовершенствование и распространение языка Идо.
Погиб в автомобильной катастрофе в Мелёне в столкновении с военным автомобилем в первые дни Первой мировой войны.

## Избранная библиография
- Кутюра Л. Алгебра логики. Одесса, 1909.
- Кутюра Л. Философские принципы математики. СПб., Изд. Карабасникова, 1913.